# Arthonia graphidicola
Arthonia graphidicola är en lavart som beskrevs av Coppins. Arthonia graphidicola ingår i släktet Arthonia och familjen Arthoniaceae.   Inga underarter finns listade i Catalogue of Life.